# Erytrozo-4-fosforan
Erytrozo-4-fosforan – organiczny związek chemiczny należący do grupy węglowodanów, w którym grupa hydroksylowa przy atomie węgla nr 4 została zestryfikowana kwasem fosforowym.
Jest to metabolit – produkt pośredni szlaku pentozofosforanowego powstający obok fruktozo-6-fosforanu z sedoheptulozo-7-fosforanu pod działaniem enzymu transaldolazy.
Erytrozo-4-fosforan zostaje dalej przekształcony w szlaku pentozofosforanowym w fruktozo-6-fosforan przyjmując dwa atomy węgla od ksylulozo-5-fosforanu. Proces ten zachodzi pod wpływem transketolazy.